# Irish League 1916-1917
L'Irish League 1916-1917 ovvero il campionato della prima divisione del campionato nordirlandese di calcio fu sospeso a causa della prima guerra mondiale. Solo le squadre di Belfast e del rispettivo distretto giocarono e il Glentoran vinse il titolo.

## Classifica finale
| Pos. | Squadra        | G  | V | N | P | GF | GS | Punti |
| ---- | -------------- | -- | - | - | - | -- | -- | ----- |
| 1    | Glentoran      | 10 | 7 | 3 | 0 | 28 | 16 | 17    |
| 2    | Distillery     | 10 | 5 | 4 | 1 | 23 | 14 | 14    |
| 3    | Linfield       | 10 | 5 | 3 | 2 | 19 | 12 | 13    |
| 4    | Cliftonville   | 10 | 3 | 3 | 4 | 9  | 10 | 9     |
| 5    | Glenavon       | 10 | 1 | 2 | 7 | 13 | 28 | 4     |
| 6    | Belfast United | 10 | 0 | 3 | 7 | 7  | 19 | 3     |

G = Partite giocate; V = Vittorie; N = Nulle/Pareggi; P = Perse; GF = Goal fatti; GS = Goal subiti; 